# ガンリュウ
『ガンリュウ』は、山根和俊による日本の漫画作品。

## 概要
本作は、史実においては巌流島の決闘で敗死し、ほとんど一次資料の残っていない剣豪佐々木小次郎を主人公に据え、柳生一門との凄絶な戦いを描いた時代劇漫画である。江戸時代初期を舞台としているが、数十メートル先の相手を衝撃波で両断したり、暴走族のような当て字が登場したり、更には雷や超音波で攻撃するキャラクターが登場するなど、少年漫画らしい突飛な世界観が描かれている。
元となった作品は週刊少年ジャンプ1997年1号に掲載された読切『GANRYU』（単行本8巻掲載）で、この時はガンリュウ＝佐々木小次郎は吉川英治の小説にあるような長身・前髪頭の美青年として描かれている。

## あらすじ
「巌流（ガンリュウ）」佐々木小次郎は退屈していた。幼くして免許皆伝を承ったガンリュウは、小倉藩に召し抱えられ何不自由ない日々を送っていたが、強くなり過ぎたことでもはや生半可な相手とは戦いにならず、空虚な日々に不満を感じていた。そんな中、城下で「日本最強の剣士」宮本武蔵と出会ったことにより、ガンリュウは忘れかけていた「真剣勝負」の面白さを思い出し、同じく強くなり過ぎたことで同等に戦える相手を探し諸国を放浪している武蔵と闘いたいと思うようになる。
そして慶長17年（西暦1612年）4月17日、巌流島にてガンリュウと武蔵の決闘が行われることが決まった。ガンリュウは武蔵の実力を知り、師より生涯外すなと言明を下された錘を外し本気を出して戦うが、突然邪魔立てが入り、武蔵の斬撃を胸に受けてしまう。直後に幾多の銃弾が放たれ、武蔵とガンリュウは柳生家の差し向けた鉄砲隊の襲撃を受ける。他流剣術根絶のために、柳生宗矩は服部半蔵と組み、全国の剣豪たちを次々に葬っていたのだ。ガンリュウは奥義「空牙」で鉄砲隊を全滅させるが、もう剣を握る力は残っていなかった。「傷が癒えたら、また戦おう」と約束を結び、ここに巌流島の決闘は終わりを迎えた。
1年後（西暦1613年）、ガンリュウは再び武蔵に決闘を挑むため旅に出た。その行く先は柳生忍軍が待ち構える茨の道だが、ガンリュウの足取りはそれを知ってなお朗らかなものだった。

## 登場人物

### ガンリュウとその仲間
佐々木小次郎（ガンリュウ）
本作の主人公。年齢不詳だが10代前半であり、本人曰く毛は無い。刃渡り五尺（1m50cm）の大太刀「巌流刀」を背負う天才剣士。並の相手ならば鞘だけで倒せるほどの実力を持つ。幼い頃に師・佐々木勢源に拾われ、外道丸や杏寿でもなしえなかった免許皆伝を達成した。その名声ばかりが轟いているため、幼い姿を見て本人だと信じてもらえないこともしばしばある。
炎を模した紅白の丈の短い着物を着用しており、巌流島の決戦後、胸に×字の傷が刻まれている。
基本的に短絡的な性格かつ非常にスケベであり、女を見るや鼻の下を伸ばし、杏寿に対してもことあるごとにセクハラを働く。巨乳好きであり、同年代以下には全く興味を示さない。杏寿に対しても最初は好色な一面を見せていたものの、次第に心を開いていく。
必殺技「空牙」は、鉄砲に対して勢源が編み出した必殺技であり、高速の抜き打ちにより真空の刃を発生させ、遠方の相手を切り裂くというもの。威力は甚大で、鉄の鎧だろうが岩壁だろうがいとも簡単に切り裂いてしまうほどの破壊力と林を薙ぎ払うほどの射程・攻撃範囲を有し、終盤では大型のからくり人形ですら真っ二つにしていた。また、刃を返し峰で振るうことで、風の渦「風牙」となる。
佐々木杏寿
勢源の孫娘。25歳。すらりとした長身の美人であり、ガンリュウからも見初められる巨乳の持ち主。空牙を最後まで入手できなかったことで巌流を継承できず、破門された後に、弟弟子であるガンリュウと出会う。ガンリュウ同様の露出度の高い着物一丁という服装をしており、裸を見られても取り乱したりはしない（さすがにガンリュウに胸を揉まれた際には殴打しているが）。
空牙こそないものの単純な剣の腕であればガンリュウをも上回るポテンシャルを持ち、未熟なガンリュウを導いていくこととなる。
乱花
長い金髪を頭上で二つ結びにしたくノ一の美少女。15歳。大阪弁で話す。抜け忍だった母を殺した暗殺者への敵討ちの協力者を捜していた所でガンリュウに出会い、以降も腐れ縁ということで仲間に加わっている。
必殺技は無数の手裏剣で渦を作り出し、敵を取り囲む「破裏剣乱舞」。
轟拳八
空手家。幸村御前武術大会でガンリュウと知り合った。土佐藩出身。
弱い自分との決別のために旅を続け、武術大会に出場するも、佐助に惨敗。更にその後も餓狼隊との戦いで自らの無力さを思い知り、ガンリュウと別れ更なる旅路へと赴いた。
再会後は激しい修行により鋼の肉体を手に入れ、巨大なからくり人形の攻撃すら受け止めるほどの怪力を武器にガンリュウに力を貸した。
必殺技は「怒轟拳」。
雷丸
旅芸人の少年。東北風の訛りがある。全身から生体電流を雷に変えて放つ力を持ち、鉄琵琶の旋律でそれを調整している。肝心の歌唱力はガンリュウ以外誰も褒めない程ひどい。その特異な力のために幼い頃は迫害を受けており、似た境遇の者に対しては優しい。
卑魅狐に操られていた所をガンリュウに救われ、江戸に出るためにガンリュウの旅に同行する。

### 真田家
真田幸村
智将と称される伝説の武将。紀州に蟄居を命じられていたが、ガンリュウ生存の報を聞き付け、彼を召し抱えようとした。文武に秀で、豪放磊落で知的な大物ではあるが、乱花にすら手を出そうとするなどややスケベすぎるところがある。ガンリュウからは「恥将の間違いじゃねーの」とまで言われていた。
猿飛佐助
若き天才忍者。乱花も見惚れるほどの美少年。幸村に心酔しており、類稀な俊敏さと狡猾な戦闘スタイルを活かした接近戦を得意とする。
元は伊賀忍者のエリートとして育てられ、半蔵の命を受けて幸村暗殺に向かっていた。しかし5年前（西暦1607年）、才蔵により捕らえられ、幸村の必死の説得により真田十勇士に加えられることとなった。幸村からは本当の息子のように可愛がられている。
千代松
佐助が飼っている猿。母親とはぐれていた所を佐助に拾われた。
霧隠才蔵
幸村の家臣。常識人。佐助が召し抱えられた後は、彼の良き兄貴分として面倒を見てきた（佐助からは「兄上」と呼ばれ慕われている）。佐助と共に幸村の身辺警護を仰せつかっている。
三好清海入道
幸村の家臣。巨漢の僧兵で、幸村の命を受け、柳生忍軍に追われる武蔵を匿った。

### 武蔵一派
宮本武蔵
二天一流の開祖であり、日本最強の剣豪。岩をも断つ破壊力と、ガンリュウをも上回る敏捷さを併せ持つ二刀流の剣士。その心は陀無道を以てしても読めない「無の境地」に達している。そのあまりの強さ故に、同等に戦える相手を探し諸国を放浪していた。
巌流島での決戦の後に、柳生一門から命を狙われることとなり、幼名である「タケゾウ」を名乗る。
伊織
武蔵に敗れ死亡した帯脇鉄心の息子。タケゾウを宮本武蔵その人だと知らずに彼の旅に同行する幼い少年。後に武蔵の養子となる。

### 江戸幕府
徳川秀忠
第二代征夷大将軍。宗矩から剣術を学んでいるが、十兵衛に負けてしまい恥をかく。
柳生宗矩（但馬守）
江戸幕府兵法指南役。他流剣術の抹殺を試み、柳生忍軍を編成した張本人。猜疑心が強く、息子にすら心を許していない。かつては「剣士と侍の違いは誇りを持っているかどうかだ」と十兵衛に語るほどの高潔な人物だったが、権力の座に着いてからは保身と権力欲に心を埋められており、十兵衛からも狭量さを指摘されている。
柳生十兵衛
宗矩の息子。まだ幼いが既に実力は宗矩を上回り、開祖石舟斎が晩年にようやく編み出したとされる無刀取りをも難なくこなす天才剣士。
柳生忍軍の行動を快く思っておらず、父である宗矩からも白い目で見られてしまう。それを見て将来の禍根になると判断した半蔵から右目を潰され、江戸城から追放された。川で行き倒れていた所をタロ吉ら浮浪児と出会い、「四六丸」を名乗って隠遁生活を送っていた。
半蔵の襲撃を受けからくもこれを追い払うが、半蔵の体内に巣食っていた禍鏤魔に一瞬の隙を突かれて肉体を奪われてしまう。更なる強さを求めて武蔵をも取り込もうとするが、武蔵とガンリュウの合体技により禍鏤魔から解放された。
柳生宗保
宗矩の甥。半蔵へ宗矩の言葉を伝えに行った。

#### 公儀隠密「柳生忍軍」
服部半蔵
柳生忍軍総帥。常に仮面で身を隠しており、他流剣術の抹殺を目論み暗躍する。攻撃と同時に波動を体内に打ち込み、髄に至るまで破壊し尽くす「波動拳」を得意とする天才暗殺者。
十兵衛との戦いに敗れて禍鏤魔から見放された後は30年分老化し、別人のように老いさらばえた。
禍鏤魔（かるま）
半蔵の肉体に潜んでいた魔物。戦乱の時代に生まれた怨念の結集態であり、かつては織田信長の肉体を乗っ取り暗躍していた。
半蔵が十兵衛との決戦に敗れると、十兵衛の肉体を奪い逃走。武蔵、ガンリュウとの最後の決戦に挑む。
虚無僧
巌流島に潜伏していた鉄砲隊を率いる謎の男。武蔵とガンリュウを抹殺しようと目論んだが、ガンリュウの空牙で全員纏めて一刀両断される。
卑魅狐
柳生忍軍屍鬼神隊隊長を務めるくノ一。江戸弁を使う気の強い性格の豊満な美女で、敵だとわかっていながらも幸村やガンリュウがメロメロになるほどの美貌を有している。乳房や臀部を大きく露出したボンデージのような衣装に身を包んでいるものの戦闘力は無く、専ら傀儡の術で男を誑し込み、操ることを得意とする。
九度山の村娘に化けて御前試合に忍び込み、死刑囚に爆弾を抱えさせて幸村一派を暗殺しようとしたがガンリュウらの活躍により阻まれ逃走。任務に失敗したことで、あえなく餓狼隊の制裁を受けることとなった。
しかし偽死の術で難を逃れ、ガンリュウ一味が餓狼隊を滅ぼすと隙を見て逃走。柳生忍軍を抜けたことで幕府から追われる身となる。旅芸人に身をやつして諸国を漫遊するうちに雷丸と出会い、彼を籠絡してガンリュウを殺そうとしたものの失敗し、気を失って倒れているうちに一行には逃げられてしまう。
その後は全く登場しなかったが、6巻にて雷丸が江戸で彼女と言葉づかいや顔立ちの似た女芸者と共に舞台を開いている場面がある。
毒狸
柳生忍軍。でっぷりと太った男で、魔夜仮死忍法なる幻術を多用する忍法の使い手。武蔵を暗殺しようと夜襲をかけるが、返り討ちにされ死亡。作者曰く「頭まで本物の狸と同レベル」。
餓狼隊
柳生忍軍の暗殺者三兄弟。上から太郎丸、次郎丸、三郎丸。アメリカンフットボールの選手のような兜を被っている。幸村の屋敷から敗走する卑魅弧を処刑した。彼女を殺した（と思い込んだ）上で辱しめた事を何ら悪びれず、そのことを咎めるガンリュウや拳八を嘲り笑うなど悪辣な性格。
空中で炸裂する鉄球「八烈弾」を蹴り込み、三位一体で攻撃を仕掛けるのを得意とする。ガンリュウと拳八を痛めつけるが、怒轟拳と空牙による合体攻撃で三人まとめて真っ二つにされ全滅した。
鉄土竜
柳生忍軍土蜘蛛隊隊長。両腕に鉤爪を携えた巨漢で、地中を掘り進み、人喰い虎をも貫くその爪で地下から敵を襲撃する。
幸村抹殺の次なる刺客として送り込まれたが、「円の動き」を身に着けたガンリュウに真っ二つにされ敗死した。
毒蛙
柳生忍軍蠱毒隊隊長。毒殺を得意とする小男。武蔵暗殺の命を受け、彼の野営地周辺の川に痺れ薬を撒いて伊織を病床に伏させた。
接近戦では目潰し用の毒霧と巧みな跳躍で敵を翻弄し、ガンリュウの眼を潰したものの、武蔵の邪魔立てにより自ら毒霧を浴びてしまい、谷底に転落していった。
剛力（ゴーリキー）
十兵衛に受肉した禍鏤魔が殿を任せた半裸の大男。常人の3倍はある巨漢で「ゴホ」しか喋れない。ガンリュウを仕留めようとするも佐助に鎧袖一触される。
衛次尊
柳生忍軍絡繰隊隊長。丸眼鏡に出っ歯の小男で、絡繰以外の戦闘力は無いが、頭脳派で相手の能力に応じた対処法を入念に練って戦う。魔人号を連れて九度山を襲撃したが、魔人号が破壊されたためあっさり敗北する。
魔人号
衛次尊が操る巨人絡繰。手抜きな外観だが、口は大筒、胸に至っては明らかに時代考証を無視したガトリング砲が内蔵されている。ゼンマイ式のため短時間しか駆動しないが、どうやって九度山まで運んできたのかは不明。右足を拳八に破壊され、ガンリュウの空牙を叩きこまれて大破する。
禍鏤魔死天王
禍鏤魔に率いられる、柳生忍軍最強の戦力を有する四人の戦士。
外道丸
禍鏤魔四天王最強の男。その正体は勢源の弟子であり、杏樹の弟弟子、ガンリュウの兄弟子にあたる。杏樹をも上回る力量を有していたが、あまりに闇に染まった性格故に勢源より破門され、山中で禍鏤魔（十兵衛）に魅入られ、その力を分け与えられた。本来は放てなかった「空牙」もこれによりガンリュウを上回る程強力な物を使えるようになったが、その反動として肉体も精神も魔性の物となってしまった。
天愚坊
その名の通り天狗のような姿をした巨体の老拳士。もともとは武士だったが惣無事令により死に場所を奪われ、山伏となり野山で修業をするうちに羽黒山中にある鉄血泉を浴び続けたことで、空気に触れれば鉄の硬度となる特殊な血液を得た。この体質により瞬時に肉体を鋼と化し、怪力で相手をねじ伏せる。安寧ではなく乱世の再来を目論み、禍鏤魔の傘下となった。
鬼夜叉
夜叉の仮面を被った小男。その正体は、佐助の幼馴染であり、速度・戦闘力共に佐助に匹敵する。
音無姫
死天王の紅一点の美少女。生まれながらにあらゆる物体を破壊し尽くす声「砕麗音(サイレーン)」を有しており、生みの親からも憎まれ、その歌声で死傷者すら出していたため追われる身となる。全うに生きる道すら許されず、落ちぶれた先で禍鏤魔に魅入られる。

### 悪人
柔丸
過去に拳八の道場を襲った道場破り。熊殺しの異名を持つ巨漢。道場を破壊し子弟たちを甚振ったが、道場主（拳八の師）の怒轟拳で倒された。
王
海竜党を危険視した藩が送り込んだ殺し屋。大陸（清）出身の連続殺人犯で、祖国で人を殺し過ぎたために日本に逃げ込んだ辮髪の大男。柳葉刀二刀流の天才で、不知火を追い詰めるものの、その動きを見たことで武蔵の二天一流を思い出し、記憶を取り戻したガンリュウに瞬殺された。
牛鬼丸
サラの流れ着いた村で暴れ回っていた盗賊。土地の鬼伝説を笠に着て、鬼に扮して人々を恫喝し財宝を奪っていた。金棒に偽装した鉄鞭「九条鞭」を用いて戦い、一度はガンリュウにも勝っている。
ガンリュウを倒してサラを誘拐しようとするが、イギリス戦艦から人間大砲式に飛んできたガンリュウに切り刻まれてあっけなく死亡。
人斬丸
野武士「屍隊」の首領。伊達政宗に似た三日月模様の兜を被った男。次々に村を焼き、無辜の人民を斬り、米を奪い、女を連れ去っていた無法者で、城主すら手が出せない程の勢力を有している。
サチの村を襲撃したがガンリュウに瞬く間に左腕を落とされ、殲滅を試みて鉄砲を向けるが部下共々ガンリュウの空牙で抹殺された。
獄門党
屍隊の兄弟杯を交わした野盗。ガンリュウの空牙の前にあっさり全滅させられてしまい（やられる描写すらない）、屍隊を驚愕させた。
大鴉
誘拐屋「闇鴉党」首領。大仏（仏像）と見まがうばかりの巨漢で、元幕内力士。明日香を攫おうとして天馬を襲った。卑劣な手段を用いてでも明日香を手に入れようとしたことでガンリュウの逆鱗に触れ、部下は皆殺しにされてしまう。命乞いをしてその場をしのぎ、後ろを向いたガンリュウを殴り殺そうとしたが、ガンリュウの残した罠に引っかかり無残に息絶えた。
死影
体中に包帯を巻いた影狼一族の忍者。乱花の母・お乱を殺した張本人。3つの短刀を組み合わせた大型手裏剣を得物に使う。包帯の下の素肌には光の反射を防ぐ特殊な薬剤を塗り込み、夜討ちを得意とする。
お乱の自爆によりその身は焼けただれ、自らの顔を奪ったお乱とその遺児の乱花に殺意を露わにする。しかし乱花とガンリュウにより倒され、その野望を遂げることは無かった。
陀無道
京都今南寺の老僧。生まれながらにして読心術を持つ老僧。普段は輿に乗り、人々の悩みを言い当て、徳の高い言葉で進むべき道を示している。
しかしその実態は生粋のカニバリストで、人々を油断させるために脚の病を偽っていた殺人鬼。印度拳法「金剛拳」の使い手で、乱花を騙して喰うために寺に誘い込んだが、駆けつけたガンリュウに阻止される。最初こそ先読みの力で剣を躱しガンリュウを圧倒したものの、その能力を過信しすぎてガンリュウの奇策に引っかかり左足を斬り落とされ、身動きが取れなくなったところに空牙を撃ち込まれて絶命する。
鬼塚一馬
小玉藩郡奉行。出世のためなら女子供すら平気で殺す冷血漢で、かつてはその悪行を憎んだ宗正から追放を命じられた。小玉藩に召し抱えられた後は権力のままに横暴を重ね、かつての主君である宗正を騙し討ちで虐殺。更に仇討を挑んできた為五郎を捕まえ、人質にして新之助を射殺しようとしたが、ガンリュウの空牙で一刀両断された（名目上は新之助が倒したことになった）。
我津破
元風魔の抜け忍。細野藩に恨みを持つ者から依頼を受け、観月姫の命を狙う殺し屋。その名の通りカッパに似た姿をしており、頭にはめた皿には刃が仕込まれ、ブーメランの様に投げて相手を切り刻む。
牛に引かれて野宿することになった観月姫を襲撃し殺害しようとしたものの、ガンリュウの空牙で真っ二つにされ絶命した。
彦左
頬に十字傷のある武士。丹下流の達人。過去にタロ吉の母を無礼打ちにしたチンピラで、仇討を申し込んだタロ吉をも惨殺した。しかしそのことで十兵衛の怒りを買い、無刀取りで刀を奪われ、斬り殺された。

### その他
佐々木勢源
巌流の創設者。戦国時代を駆け抜けた伝説の剣豪で、火縄銃に対抗するため巌流刀と空牙を作り出した張本人。身寄りのないガンリュウからは祖父のように扱われていたが、既に亡くなっている。
細川忠興
小倉藩主。武芸好きの大名で、免許皆伝後のガンリュウを召し抱えていた。
長岡佐渡
小倉藩家老。巌流島の戦いを忠興と共に見守る。
鉄鬼丸
久留米藩の召し抱えた柔道家。全身に分厚い鋼鉄製の鎧兜を身にまとい、小倉の武芸者たちを総なめにしていた。しかし遅参したガンリュウの空牙を受けて鎧を着られ、下半身丸出しにされて逃げ帰った。鎧が重すぎて「フゴフゴ」としか話せない。
姐御
小倉城下のヤクザ「集英一家」の女侠客。男勝りな性格。巨乳の美女だがガンリュウからはオバハン呼ばわりされていた。祭のときに武蔵とガンリュウに恥をかかされたのを根に持って配下の兵隊と共に殴り込みをかけるが瞬く間に一蹴され、本人も服を全て斬られて全裸にされてしまう。この戦いをきっかけにガンリュウは武蔵の存在を知ることとなった。
不知火
4巻収録の特別編に登場する、関門海峡を根城にする海賊「海竜党」の女首領。右目に眼帯を点け、ビキニアーマーのような衣装に身を包んでいる。
元は百姓の生まれだったが、重い年貢の取り立てに抗議した弟・小太郎が武士に斬り殺されたのを機に海賊になった。そのため、一応は義賊を名乗り、盗んだ米や財宝は農村に与えている。我流ながら凄腕の剣士。
巌流島の決戦後に海を漂い、深手を負って記憶喪失になっていたガンリュウを匿っていたが、その実には小太郎がガンリュウにそっくりだったから、という理由があった。王の撃破後に記憶を取り戻したガンリュウと別れ、深い愛を込めた言葉を送った。
サラ
5巻収録の特別編に登場する、イギリス海軍大佐の娘。海難事故に遭い、日本に流れ着いた。片言ながら日本語は話せる。豊かな金髪を持った長身の美女で、その容貌故に漂着した先で村人から鬼と勘違いされていた。野宿していたガンリュウに、好き勝手に間違った日本文化を教え込まれることとなる。盗賊に誘拐されそうになっていた所をガンリュウに救い出され、無事イギリス軍艦に戻ることが出来た。ガンリュウの初恋の相手でもある（ガンリュウ当人は気付いていないが）。
余談だが本エピソードの時系列は本編第1話より前であり、序章や海竜党編においては姐御や不知火の裸を見てもガンリュウは殆ど反応を示しておらず、巨乳・年上好きとしての片鱗を表すのは第1話以降である。
サチ
ガンリュウが立ち寄った村（中国地方と思われる）で暮らす娘。かなりの巨乳で露出度の高い服を着ており、ガンリュウから「コイツくれたら村守ってやるよ」呼ばわりされるほどの美貌はある。屍隊に襲われるがガンリュウに救われ、去り際には涙するほど、彼に愛着を持っていた。
九堂天馬
羽生藩武術指南役。斬られたことすら分からない程の速度で剣を振り抜く「見返りの太刀」を使う剣士。武蔵への挑戦のために東国を目指していたが、闇鴉党の襲撃を受け手を負傷し、帰国することとなった。
明日香
天馬の許嫁。巨乳。天馬との愛の証である二枚貝の片割れを首飾りにしている。
お乱
乱花の母。影狼一族の優秀なくノ一だったが、娘に修羅の道を歩ませたくないがために里を抜け、旅芸人に身をやつしていた。死影から乱花を護るため自爆して果てる。
帯脇鉄心
覇山潘剣術指南役。伊織の父。帯脇流剣術の開祖で百人の子弟を束ねる剣豪。半年前（西暦1612年秋口）に武蔵との決闘に敗れ、その傷が元で死亡。その死に顔は何かをやり遂げたかのように幸せなものだったという。
本郷宗正
豊臣家に仕えていた武士。しかし江戸幕府樹立後は職を失い、浪人として諸国を息子の新之助や家臣の為五郎と共に回っていた。かつての部下だった鬼塚の騙し討ちに遭い殺される。
本郷新之助
宗正の遺児。鬼塚への仇討のために為五郎と旅をしていたが、当来の意気地がない性格故に覚悟が決められず、鬼塚から命を狙われる。鬼塚から為五郎を護ろうとして戦いを挑み、「命より大事な物」を護れる侍になることを決意して人間的に成長した。
赤松為五郎
宗正の家臣。既に老体ではあるが、主君・宗正の仇を討つため旅をしている。鬼塚亡き後は杏寿の手引きにより、進之介共々真田家に匿われることとなった。
細野忠政
細野藩藩主。娘・観月姫の輿入れ（政略結婚）により藩の威信を保とうとしたが、娘の決意に感心し取りやめる。
観月姫
細野藩の姫。望まない結婚を命じられていたが、ひょんなことからガンリュウと知り合い、その生き様に触れて自らの道を自らで選択することを決意した。ガンリュウに好意を寄せる。
タロ吉
江戸の浮浪児。四六丸を拾った。母の仇を討つために彦左に挑むが、ガンリュウや十兵衛の眼前で惨殺されてしまう。
ジロ吉
タロ吉の弟。
明智光秀
戦国武将。徳川家康と結託して主君・織田信長を討たんとするも、功を焦り勝手に夜襲を仕掛けた。小心者であり、禍鏤魔を見て我先に逃げ出し、山崎の戦いにて戦死。

## 単行本
- 山根和俊『ガンリュウ』 集英社〈ジャンプコミックス〉、全8巻
  1. 2000年8月9日発行、ISBN 4-08-873004-6
  2. 2001年2月7日発行、ISBN 4-08-873082-8
  3. 2001年7月9日発行、ISBN 4-08-873141-7
  4. 2001年11月7日発行、ISBN 4-08-873192-1
  5. 2002年8月6日発行、ISBN 4-08-873264-2
  6. 2002年9月9日発行、ISBN 4-08-873323-1
  7. 2003年1月11日発行、ISBN 4-08-873374-6
  8. 2003年4月9日発行、ISBN 4-08-873416-5